# Каґамі мочі
Каґамі мочі (яп. 鏡餅) — традиційна японська новорічна декорація. Зазвичай складається з двох круглих мочі, де менший мочі розміщується поверх більшого, і з дайдаєм зверху. Крім того каґамі мочі можуть декорувати з листом комбу та шпажкою з нанизаною сушеною хурмою. Воно розміщується на підставці, що називається санпо (яп. 三宝), на простирадлі, що називається сіхоубені (яп. 四方 紅), яке повинне захищати будинок від пожежі протягом наступних років. Також прикріпляють аркуші паперу під назвою ґохей (яп. 御 幣), складені у форму, що нагадує блискавку, схожі на ті, що видно на поясах борців сумо.
Каґамі мочі вперше з'явилися в період Муроматі (XIV—XVI століття). Кажуть, що назва каґамі («дзеркало») виникла через його схожість із старомодним виглядом круглого мідного дзеркала, яке мало також певне релігійне значення. Пояснення включення слова мочі, полягає у тому, що це є їжею для особливих днів; асоціацією з духом рослини рису, що міститься в мочі; та тим, що мочі як є їжею, яка надає сили.
Два диски мочі мають різні інтерпретації, зокрема символ майбутніх та майбутніх років, людське серце, «інь» та «янь», або місяць і сонце. Дайдай, назва якого означає «покоління», символізує продовження сім'ї з покоління в покоління.
Традиційно каґамі мочі розміщували в різних місцях по всьому будинку. У наш час його зазвичай розміщують у побутовому синтоїстському вівтарі, або камідані. Його також розміщували в токономі, невеликому прикрашеному алькові в головній кімнаті будинку.
Сучасні каґамі-мочі часто формують у складені диски, і продають у супермаркеті у поліетиленовій упаковці. Мандарин або пластична імітація дайдаю часто замінює оригінальний дайдай.
Також спостерігаються варіації форми каґамі мочі. У деяких регіонах також використовують тришарові кагамі мочі. Вони розміщуються на буцудані або на камідані. Існує також тришаровий варіант прикраси, який називається окудокадзарі, і розміщуються у центрі кухні або біля вікна.
Його традиційно споживають у синтоїстському ритуалі під назвою каґамі біракі («дзеркальний отвір») у другу суботу або неділю січня. Це важливий ритуал в японських доджьо бойових мистецтв. Він був прийнятий в японських бойових мистецтвах, коли Дзіґоро Кано, засновник дзюдо, виконав його в 1884 році, і з тих пір ця практика поширилася на айкідо, карате та джиу-джитсу доджьо.

## Галерея

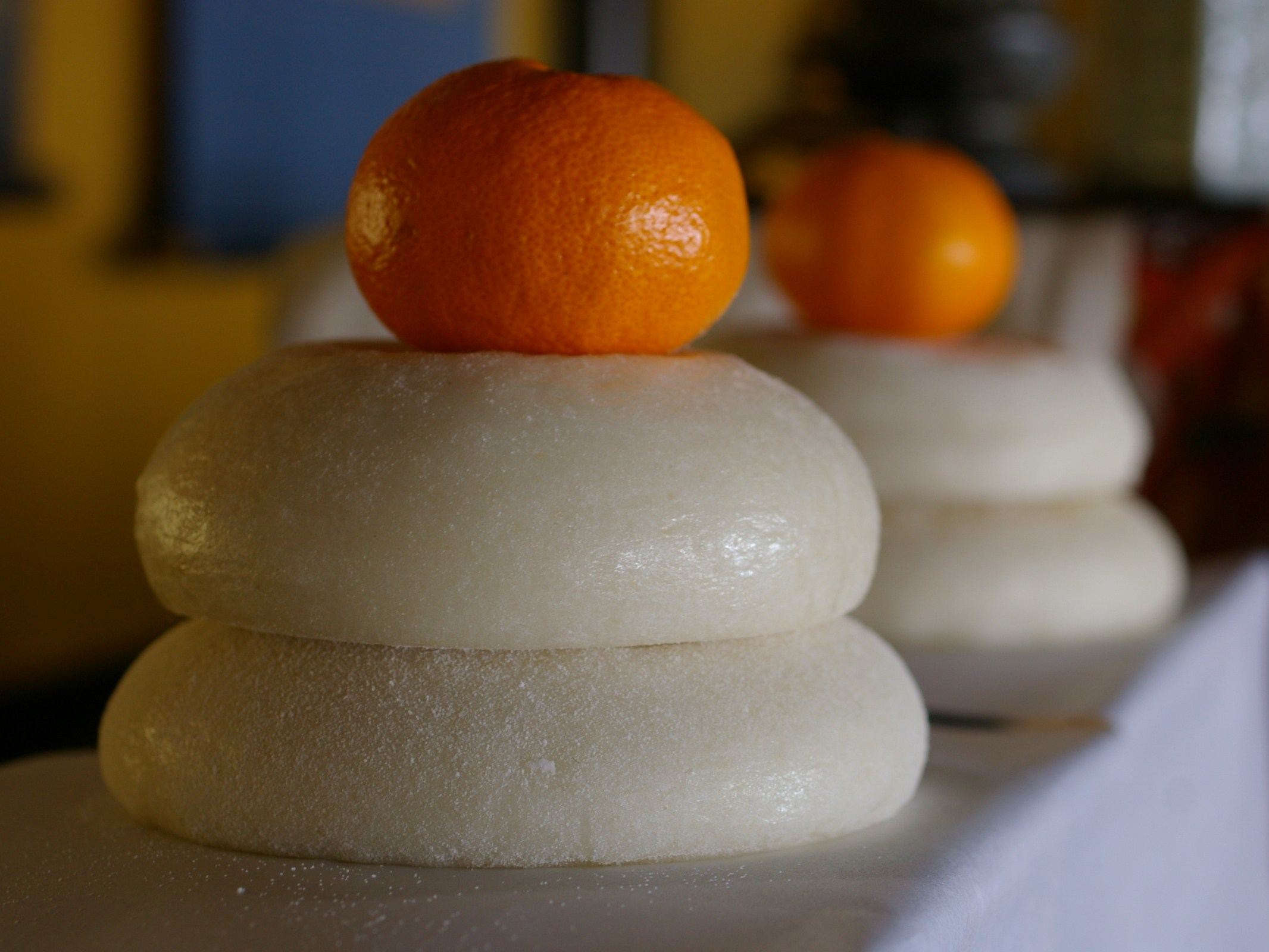
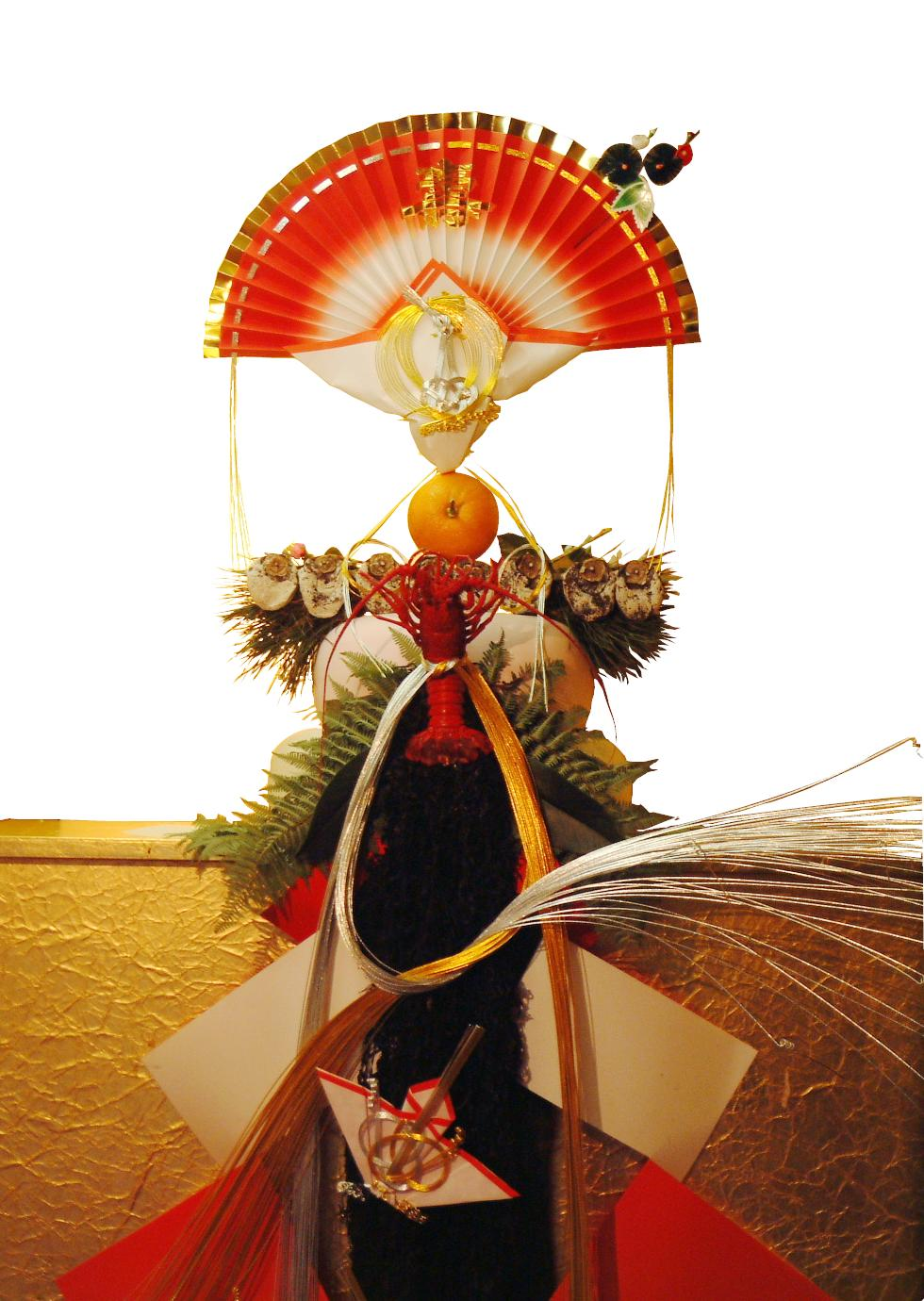
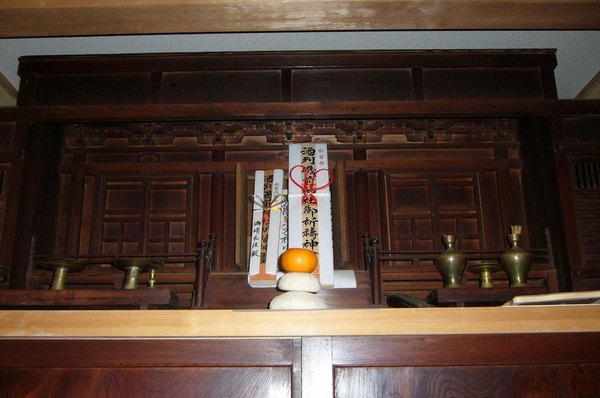
Каґамі мочі на камідані
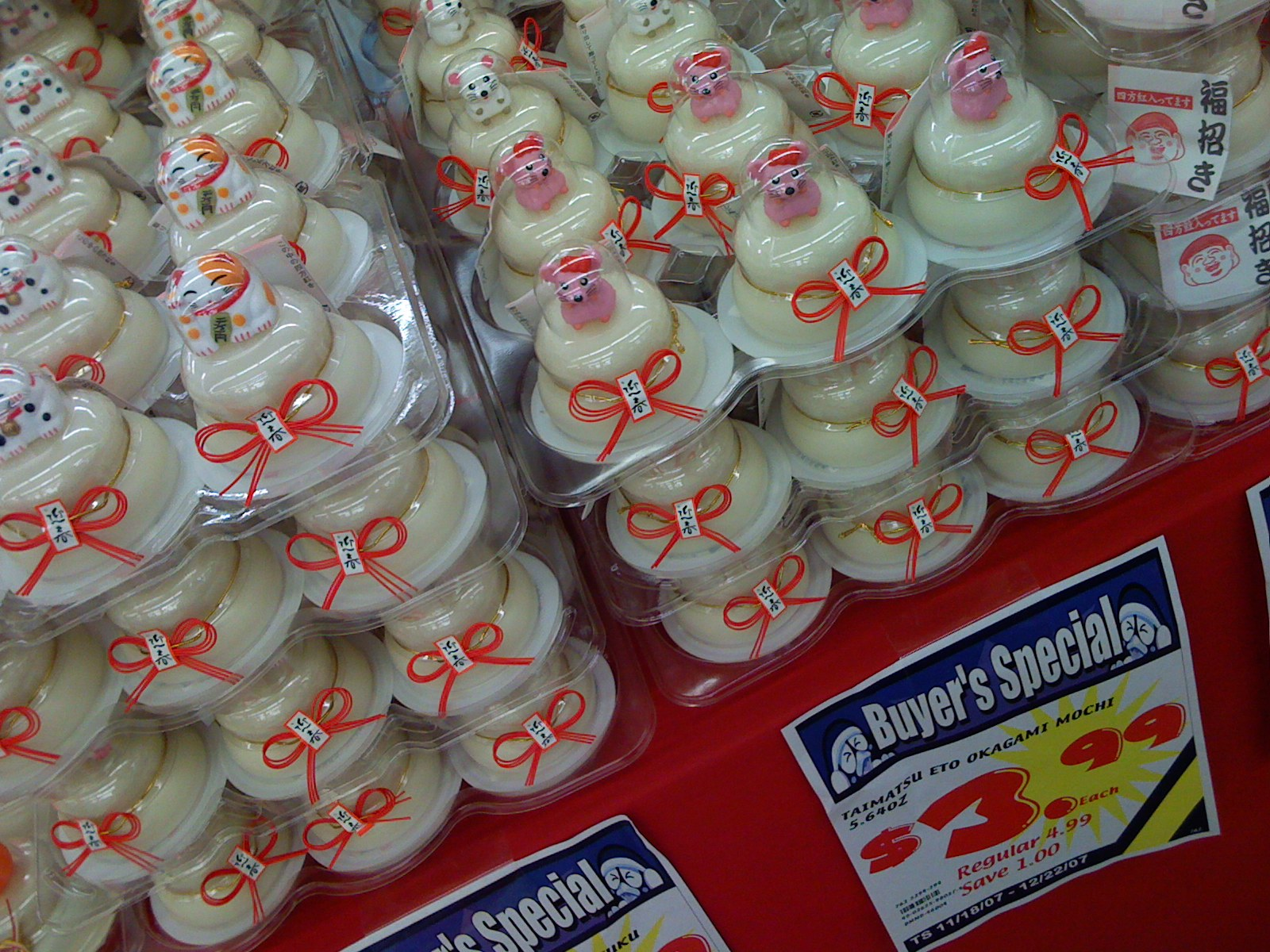
Сучасні каґамі мочі